# SNCF Gares & Connexions
SNCF Gares & Connexions est une société anonyme à capitaux 100 % publics créée en 2009. Depuis le 1er janvier 2020, elle est l'une des cinq sociétés constituant la Société nationale des chemins de fer français (SNCF). Rattachée à SNCF Réseau, elle est chargée de la gestion des gares voyageurs du réseau ferré national français. L’entreprise génère plus de 1,208 milliard d’euros de chiffre d’affaires en 2014, dont 170 millions d'euros de loyers[réf. souhaitée], un chiffre qui devrait doubler à l’horizon 2023 grâce à une activité commerciale au sein des gares qui se développe et  -une présence dans plus de 400 villes françaises.
Rattachée à SNCF Mobilités jusqu'en 2019, Gares & Connexions passe sous le giron de SNCF Réseau à compter du 1er janvier 2020.
Les activités de l’entreprise couvrent la rénovation et le développement des 3 029 gares du réseau ferré français tout en assurant les services essentiels de régulation (sécurité, information, accessibilité, propreté et confort).
SNCF Gares & Connexions regroupe deux filiales : 
- SNCF Retail & Connexions (anciennement A2C) pour la gestion du secteur commercial,
- AREP agence d'architecture et bureau d’études intégré qui intervient sur les projets architecturaux portés par SNCF G&C dans les gares françaises mais aussi à l’étranger.

Son siège social est situé dans le 13e arrondissement de Paris dans les anciennes usines Panhard.

## Historique
En réponse aux conclusions du rapport Keller (pointant la nécessité d’investir dans des gares plus ouvertes sur la ville et multimodales) confié par le Premier ministre français François Fillon, le groupe SNCF crée, le 7 avril 2009, une nouvelle entité pour gérer les gares voyageurs. Dans le cadre de la réforme ferroviaire adoptée en 2014 et entrée en vigueur le 1er janvier 2015, la branche SNCF Gares & Connexions a été intégrée, alors, à SNCF Mobilités.
La direction de cette nouvelle branche a été confiée à Sophie Boissard, jusqu'en juin 2012. Elle a été remplacée par Rachel Picard, ancienne directrice générale de Voyages-sncf.com, à partir du 7 juin 2012.
Au 1er octobre 2014, Guillaume Pepy, président de la SNCF, a nommé Patrick Ropert, directeur de Gares & Connexions,. En 1995, Patrick Ropert a commencé au sein de la SNCF, en qualité de directeur de la gare de Grenoble. Il a assuré ensuite plusieurs postes opérationnels sur des lignes, jusqu'en 2003 où il est nommé directeur de cabinet du président de SNCF, Louis Gallois. Il est chargé en 2006 par Keolis, filiale de SNCF de configurer l’implantation d’un train de banlieue à grande vitesse mis en service entre Londres et le Kent. Il prend la direction de la communication opérationnelle du groupe SNCF en 2007, puis à partir d’avril 2010 il était devenu directeur de la communication du groupe SNCF, jusqu'à cette nouvelle nomination. Patrick Ropert quitte SNCF Gares & Connexions en mars 2019 et Claude Solard assure l'intérim jusqu'en février 2020. Marlène Dolveck prend la direction de l'entité au 1er février 2020.

## Présentation

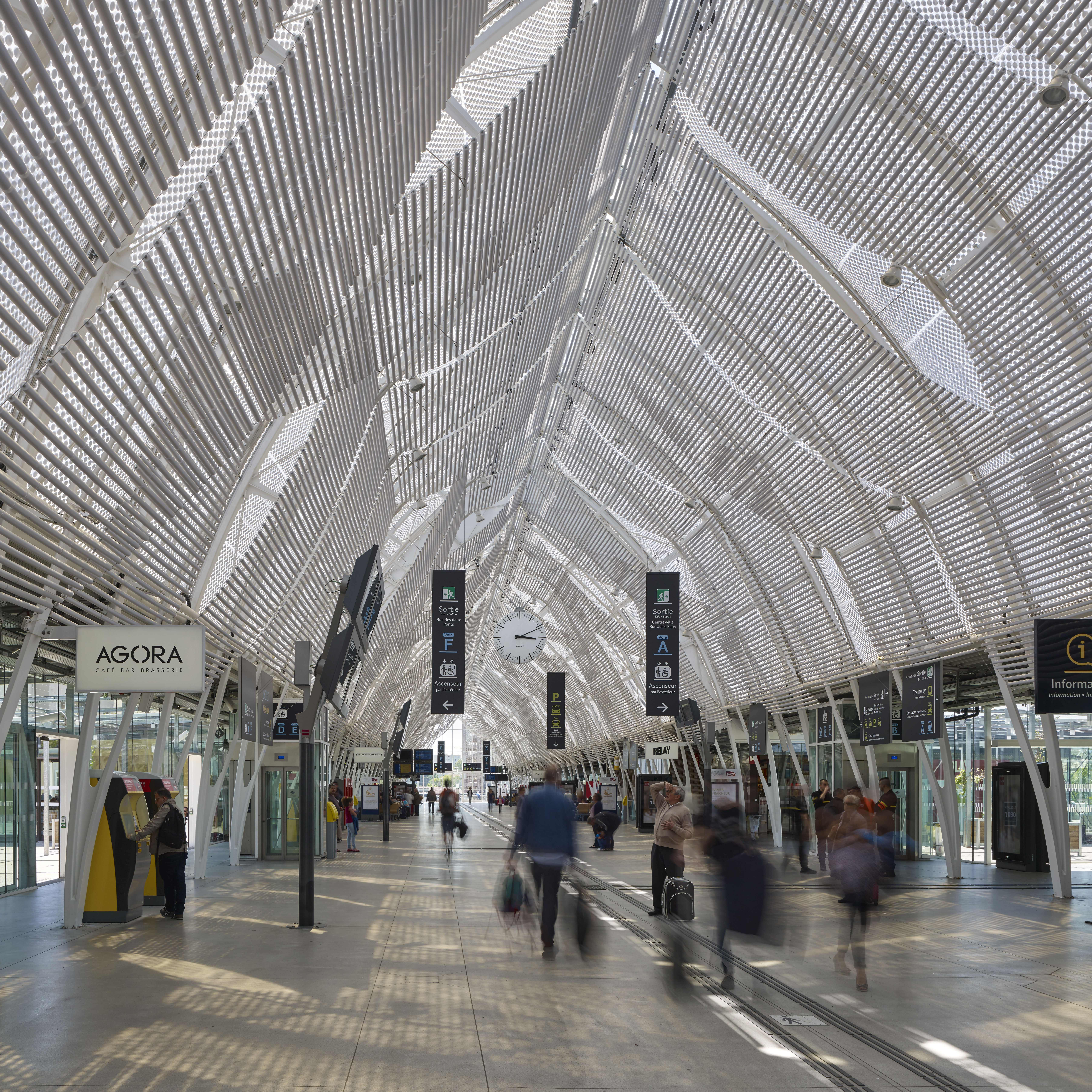
Le hall de la gare de Montpellier Saint-Roch.

En 2013, le réseau ferré national comptait plus de 3 000 gares de voyageurs, dont 383 gares et haltes sur le réseau Transilien. Dix millions de personnes passent chaque jour dans les gares et ils seront plus de 13 millions en 2023[source insuffisante].
Elle a enregistré un chiffre d'affaires de 1 479 millions d'euros en 2020.

## Rôle et missions
SNCF Gares & Connexions est la cinquième et dernière née des branches de la SNCF. Elle a pour mission de rénover et de développer les 3 029 gares du réseau ferré français en assurant les services essentiels de régulation (sécurité, information, accessibilité, propreté et confort).
Chaque jour, les gares gèrent et accueillent 10 millions de voyageurs, visiteurs et riverains en devenant ainsi un atout pour les territoires, les villes et ses habitants : ce sont des « city booster ».
Sur le terrain, SNCF Gares & Connexions conçoit, aménage et modernise les gares tout en garantissant un libre accès à tous les transporteurs et modes de transports. Elle est également chargée de l’entretien et de la rénovation du patrimoine historique des gares. Enfin elle vise à apporter aux voyageurs confort, sécurité et information multimodale en temps réel. La propreté, mais aussi la sécurité, sont ainsi garanties grâce aux agents SNCF et à la vidéo surveillance. Plus récemment à la mise en place de portiques de sécurité au départ de certaines lignes transfrontalières s’inscrit dans cette politique sécuritaire. L’information voyageur (signalétiques, bureaux d’accueils, agents volants, annonces en gare) et l’accessibilité sont également des sujets de SNCF Gares & Connexions. Des projets ont été menés en ce sens, notamment avec l’introduction de robots en gare ainsi qu’avec la création d’une politique « Big Data » destinée à améliorer les flux en gare et les services voyageurs/visiteurs.
Dans le souhait de transformer la gare en un bâtiment plus collaboratif et tourné vers la ville des espaces culturels sont implantés, consacrés à l’art ou au divertissement grand public, comme l’illustre l’opération « Piano en gare ». Cette évolution s’accompagne d’une numérisation des gares : plus d’une centaine sont désormais équipées de bornes wifi.
Cette démarche de services centrés sur l’utilisateur s’exprime également par la multiplication des services au quotidien (crèches, conciergeries, bureaux de cotravail), à travers une diversification de l’offre commerciale et grâce au développement du secteur magasins – désormais ouverts le dimanche dans certaines gares.
Outre la gestion des gares, l'entité porte les projets de développement et d’investissement des gares, en collaboration avec les collectivités locales et les acteurs des territoires, notamment en prévision de l’arrivée de nouveaux opérateurs sur le marché du transport ferroviaire et de l'augmentation du nombre des voyageurs.

### Aménagements facilitant l'accessibilité aux PMR
La SNCF a travaillé à rendre ses gares plus accessibles aux PMR que ce soit pour se déplacer, se repérer ou s'informer. Pour cela plusieurs aménagements ont été mis en place dans des gares.

## Modèle économique et investissements
Les gares appartiennent à l’État. Elles ne sont pas financées par la SNCF mais sur leurs propres ressources. Les gares fonctionnent aujourd’hui sur un modèle économique circulaire : l’augmentation de la création de valeur commerciale est réinvestie dans les services, l’infrastructure et leur animation.
En 2010, les investissements tous fonds étaient de 150 millions d'euros, ils ont été de 300 millions d'euros en 2014 et s'élevaient à 330 millions en 2015.
Le développement des services en gares, et l'extension des surfaces commerciales, constituent aujourd'hui le principal axe de développement des gares. Le chiffre d'affaires total des commerçants dans les gares françaises représente 1,3 milliard d'euros annuels en 2014, avec un objectif d'une croissance de 20 % en trois ans.
SNCF Gares & Connexions a annoncé la transformation de plusieurs gares : 
- La gare Montparnasse (quatrième gare parisienne — deuxième gare TGV après Paris-Gare-de-Lyon —) qui accueille depuis 2017 deux nouvelles lignes de TGV reliant Paris à  Bordeaux et à Rennes[28]. Le nombre de voyageurs passera de 55 à 80 millions.

- Les gares de Rennes, Saint-Brieuc, Lorient ou Morlaix ont été également aménagées pour la nouvelle LGV[29].
- La gare de Bordeaux-Saint-Jean a été également réaménagée.

La société s'intéresse également à la question des gares routières[source secondaire souhaitée].

### Filiales
Pour mener à bien ses missions, SNCF Gares & Connexions s’appuie sur AREPgroup (Architecture Recherche Engagement Post-carbone) et ses filiales.
SNCF Gares & Connexions est présente à l’étranger via cette filiale AREP. Les architectes, urbanistes et ingénieurs d'AREP sont impliqués dans des projets à l’étranger comme la gare de Casa Port, au Maroc, et d’autres projets comme la ville nouvelle d’Al Khobar en Arabie Saoudite ou encore la rénovation de la gare Chhatrapati Shivaji Terminus de Bombay (Mumbai).
AREP est présent en Belgique, au Luxembourg, en Suisse, en Italie, en Grèce, au Maroc, à Dubaï, en Égypte, en Russie, en Arabie Saoudite, en Inde, en Chine et au Vietnam.

## Identité

### Logos

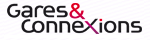
Logo avant 2016.
Logo de 2016 à 2020.
Logo depuis 2020.